# Сіра рифова акула
Сіра рифова акула (Carcharhinus amblyrhynchos) — один з найпоширеніших видів акул біля островів Індо-тихоокеанського регіону, від Червоного моря до острова Пасхи. Мешкає на глибинах до 250 м в лагунах та біля коралових рифів.
Як говорить назва, ця акула цілком сіра, за винятком білих нижніх частин тіла. Кінці більшості плавців, за винятком першого дорсального плавця, дещо темніші, а задня частина каудального плавця майже чорна. Деякі особини мають білі візерунки на передній частині дорсального плавця. Розмір до 2,55 м. Сіра акула є небезпечною для життя людини. Вона може запливати в гирла великих тропічних річок і підніматися ними на багато кілометрів.